# Мойзельвиц
Мойзельвиц (нем. Meuselwitz) — город в Германии, в земле Тюрингия. 
Входит в состав района Альтенбург.  Население составляет 11 261 человек (на 31 декабря 2010 года). Занимает площадь 26,12 км². Официальный код  —  16 0 77 032.